# غودوك
الغودوك ((بالروسية: gʊˈdok)‏
، (بالروسية: гудок)‏)، غودوتشيك ((بالروسية: gʊˈdot͡ɕɪk)‏
، (بالروسية: гудочек)‏) هي آلة موسيقية وترية سلافية شرقية قديمة، تُعزف بالقوس.

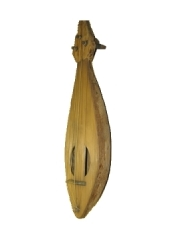
غودوك أو ريبيك من القرن الثاني عشر، عُثر عليها في نوفغورود.

عادةً ما يكون للغودوك ثلاثة أوتار. كانت الأوتار الثلاثة جميعها في نفس المستوى، بحيث يمكن للقوس أن يصدر أصواتًا بمروه على الأوتار جميعها في وقت واحد. في بعض الأحيان كان للغودوك أوتار أكثر عدداً (تصل إلى ثمانية) تحت لوحة الصوت. هذه جعلت صوت جودوك دافئًا وغنيًا.
يمسك العازفُ الغودوكَ على حجره، مثل آلة التشيلو أو الفيولا دا غامبا. كما يمكن أيضًا العزف على آلة الغودوك أثناء الوقوف وحتى أثناء الرقص، ما جعلها تحظى بشعبية كبيرة بين فناني سكوموروخ. في البداية في القرن الثاني عشر (وربما قبل ذلك)، لم يكن للغودوك لوحة ملامسة للضغط على الأوتار. يشير هذا إلى أن العزف عليها كان عن طريق إيقاف الأوتار من الجانب بأظافر الأصابع (على غرار اللايرا البيزنطية)، بدلاً من الضغط على الأوتار على رقبة الآلة. في وقت لاحق من القرن الرابع عشر، أجريت بعض التعديلات على آلة غودوك بإضافة رقبة حقيقية للضغط على الأوتار.
لم يعد الغودوك الروسي موجودًا كأداة شعبية لعدة قرون. جميع الأدوات الموجودة هي نسخ طبق الأصل، صُنعت وفقاً لنماذج غودوك وجدت في حفريات نوفغورود.
كانت هناك عدة محاولات لإحياء الغودوك في الموسيقى. تتضمن أوبرا الأمير إيغور للفنان بورودين "أغنية عازف الغودوك"، وهي عبارة عن إعادة بناء فنية لكيفية ظهور صوت تلك الألة.

## أنظر أيضاً
- غادولكا - آلة موسيقية بلغارية ذات صلة

## روابط خارجية
- موقع يحتوي على صورة كبيرة لغودوك أو ريبيك من القرن الثاني عشر.